# Szabolcs (Szabolcs-Szatmár-Bereg)
Pour les articles homonymes, voir Szabolcs.
Szabolcs est un village et une commune du comitat de Szabolcs-Szatmár-Bereg en Hongrie.

## Histoire
Ce village tire son nom d'un chef magyar du Xe siècle.
En 1092, un synode présidé par le roi Ladislas Ier (1077–1095) est tenu dans la forteresse de Szabolcs (cf. synode de Szabolcs).